# 성벽을 뚫고
"성벽을 뚫고"는 한형모 감독의 1949년 흑백 영화이다. 김영수가 각본을 맡았다.
1949년 10월에 개봉됐던 <성벽을 뚫고>는 박진감(迫進感) 넘치는 반공영화였다. 당시의 인기는 대단했다. 영화적인 면에서 볼 때 카메라맨 출신인 한형모의 연출은 구도(構圖)면에서 짜임새를 보여주었다. 가수 현인이 특별 출연했다

## 줄거리
이집길과 권영팔은 대학 동기 동창이자 처남 매부간이다. 그런데 매부 영팔은 공산주의자요, 처남 집길은 대한민국의 육군 소위다. 매부는 처남을 매수하려 했고, 처남은 매부를 설득시키려고 애썼다. 이때 여순 반란사건이 터졌다. 처남 매부는 숙명적인 이데올로기 싸움에서 피차간에 총부리를 겨누게 된다. 물론 최후까지 처남은 매부의 마음을 돌리려고 노력했다. 그러나, 먼저 총을 겨누는 매부의 살벌한 행동……여기에 맞서 총구(銃口)의 불을 뿜는 처남. 결국 공산주의자인 매부는 천륜도 저버린 채 최후를 맞는다.

## 출연
- 이집길
- 현인
- 박경석